# Càrnix
El càrnix és un antic instrument musical de vent, una trompa recta, vertical, d'aram, d'uns dos metres de llarg, amb un cap de senglar a l'extrem distal. L'usaven els antics celtes en especial per a entrar en combat.
Aquest instrument només es coneixia per representacions gràfiques sobre monedes i, molt particularment, en el calderó de Gundestrup trobat a Dinamarca. També se n'havien trobat alguns fragments en excavacions arqueològiques. Des del 2004 se’n coneixen set exemplars sencers, trobats en excavació a Tintignac, comuna de Naves, al departament de Corresa, al Llemosí, França.
Un músic modern, John Kenny, va adoptar una versió actual d'aquest instrument des de 1993 en recitals pùblics.